# Felipe Muñoz
Felipe « Tibio » Muñoz, né le 3 février 1951 à Mexico, est un ancien nageur mexicain spécialiste de la brasse.

## Carrière
Felipe Muñoz est surnommé « El Tibio » (le tiède) car son père est originaire d'Aguascalientes (eaux chaudes) et sa mère du village Rio Frio (la rivière froide).
Lors des Jeux olympiques d'été de 1968 organisés à Mexico, le nageur local, alors âgé de 17 ans, remporte à la surprise générale le titre olympique sur l'épreuve du 200 m brasse. En finale, le Mexicain s'impose devant le détenteur du record du monde, le Soviétique Vladimir Kosinsky. Múñoz devient le premier nageur mexicain à remporter une médaille d'or olympique ; il est d'ailleurs toujours l'unique champion olympique mexicain en natation.
En 1991, l'ancien nageur est nommé au sein de l'International Swimming Hall of Fame, musée sportif distinguant les personnalités les plus importantes de l'histoire de la natation.

## Palmarès

### Jeux olympiques
- Jeux olympiques de 1968 à Mexico  Mexique :
  -  Médaille d'or de l'épreuve du 200 m brasse (2 min 28 s 7)

### Jeux panaméricains
- Jeux Panaméricains de natation 1971 à Cali  Colombie
  -  médaille d'argent de l'épreuve du 200 m brasse
  -  médaille de bronze de l'épreuve du 200 m 4 nages